# Белозёрка (Костанайский район)
Белозёрка (каз. Белозёр) — село в Костанайском районе Костанайской области Казахстана. Административный центр Белозёрского сельского округа. Находится примерно в 52 км к юго-западу от центра города Костаная. Код КАТО — 395435100.

## Население
В 1999 году население села составляло 880 человек (431 мужчина и 449 женщин). По данным переписи 2009 года, в селе проживали 783 человека (382 мужчины и 401 женщина).